# Pälchen Chökyi Döndrub
Pälchen Chökyi Döndrub (1695-1732) was een Tibetaans tulku. Hij was de achtste shamarpa, een van de invloedrijkste geestelijk leiders van de karma kagyütraditie in het Tibetaans boeddhisme en van de kagyütraditie in het algemeen.
Hij werd geboren in 1695 in Yolmo in de streek Helambu, ongeveer 50 km ten noordoosten van Kathmandu in Nepal.
De 11e karmapa Yeshe Dorje (1676 - 1702) heeft hem in Nepal herkend als een reïncarnatie van de Shamarpa. Hij stuurde een delegatie naar Nepal om hem uit te nodigen naar Tibet te komen. De koning van Nepal stond echter niet toe dat hij de eerstkomende drie jaar daarheen ging. In het jaar 1700 trad in Nepal een nieuwe koning aan; de karmapa herhaalde zijn uitnodiging en nu volgde toestemming zodat de jongen in 1702, op 7-jarige leeftijd, naar Tibet vertrok. De 11e karmapa bracht hem naar het klooster van Tsurpu, de zetel van de karmapa, waar hij onderwijs ging volgen. Nadat Pälchen Chökyi Döndrub onderwijs had gevolgd in de karma kagyü-traditie, werd hij een schakel in de "gouden rozenkrans", de incarnatielijn van de karma kagyü. 
Op uitnodiging van de keizer van China ging hij samen met de 12e karmapa, Changchub Dorje, naar Peking. De karmapa zou zijn dood hebben voorzien, en gaf aanwijzingen in een brief die hij naar de Tai situ, Chökyi Jungne, stuurde om zijn reïncarnatie te zoeken. Changchub Dorje overleed onderweg naar Peking op 17 december 1732 in Lanzhou aan pokken, net als Pälchen Chökyi Döndrub twee dagen later. De keizer kon hen niet ontmoeten.